# David Hurley
David John Hurley (født 26. august 1953 i Wollongong, New South Wales) er en australsk general, der har været Australiens generalguvernør siden 2019. Inden han blev generalguvernør var han guvernør i delstaten New South Wales fra 2014 til 2019.